# بيغ بيل إدواردز
بيغ بيل إدواردز (بالإنجليزية: William Edwards)‏ هو لاعب كرة قدم أمريكية أمريكي، ولد في 23 فبراير 1877 في ليسلي في الولايات المتحدة، وتوفي في 4 يناير 1943 في مانهاتن في الولايات المتحدة.